# Chloroclystis lunata
Chloroclystis lunata är en fjärilsart som beskrevs av Alfred Philpott 1912. Chloroclystis lunata ingår i släktet Chloroclystis och familjen mätare. Inga underarter finns listade i Catalogue of Life.